# Гері Дженнінгс
Ге́рі Дже́ннінгс (англ. Gary Jennings; 20 вересня 1928, Буена Віста — 13 лютого 1999) — американський письменник. Писав романи для дітей та історичні романи. Після успіху роману «Ацтек» у 1980 р. почав спеціалізуватися виключно на історичних романах.

## Біографія
Гері Дженнінгс народився у Б'юна Віста, штат Вірджинія в родині Глена та Воні Дженнінгс. Його батько був друкарем, пізніше володів кінотеатром і за переказами саме на другому поверсі будинку кінотеатру Гері і народився. Згодом, у 1940-х роках сім'я переїхала на помешкання до м. Патерсон, штату Нью-Джерсі, де хлопець закінчив школу.
Не маючи майже ніякої освіти, крім середньої школи, у віці 17 років Дженнінгс отримав роботу в рекламній компанії, де він просунувся від простого працівника до фінансового директора компанії. Брав участь у війни в Кореї як кореспондент і отримав Бронзову Зірку від уряду країни за мужність. В цей самий час у нього проявилося бажання писати, він покинув роботу в рекламній компанії і поселився в Мексиці, в місті Сан-Міґель де Альєнде. Протягом певного часу його основним доробком було декілька книжок для дітей, та статті до літературного журналу.
Під час перебування в Мексиці він зацікавився культурою тубільного населення країни — ацтеків. Він вивчив іспанську мову, брав участь у археологічних дослідженнях пам'яток культури ацтеків. Дженнінгс також детально вивчав культуру та звичаї ацтеків, їхню мову та вірування. Результатом цього зацікавлення історією та культурою ацтеків став роман «Ацтеки», який вийшов у 1980 р. і моментально зробив його знаменитим.
Отримавши певне визнання Дженнінгс повернувся до США, спочатку жив в Техасі та Каліфорнії, а пізніше повернувся до місця свого народження — міста Б'юна Віста. Тут він перебував до середини 1990-х, а потім повернувся до Нью-Джерсі, де залишалася його родина та друзі. Збираючи матеріали для своїх романів він спирався майже виключно на власні враження і тому досить багато подорожував.
Помер 13 лютого 1999 р.